# Jacob Georg Agardh
Jacob Georg Agardh i riksdagen kallad Agardh i Lund, född 8 december 1813 i Lunds stadsförsamling, Malmöhus län, död där 17 januari 1901, var en svensk professor i botanik vid Lunds universitet, riksdags- och kommunalpolitiker med mera.
Agardh var huvudmannen bakom anläggandet av Lunds universitets nuvarande botaniska trädgård.

## Biografi
Jacob Georg Agardh var son – och efterträdare – till botanikprofessorn och sedermera biskopen i Karlstad Carl Adolph Agardh samt Margareta Charlotta Lindschough (1796–1868). Liksom fadern var Agardh junior inte minst en framstående kännare av alger. Han var också 1860 ordförande för den av fadern 30 år tidigare initierade Akademiska Föreningen.
Agardh blev 1826 student, 1832 filosofie magister, 1834 docent i botanik, 1836 demonstrator samt 1847 extra ordinarie och var 1854–1879 ordinarie professor i samma ämne.
Agardh fortsatte sin fars verksamhet främst genom sina algologiska arbeten: Algæ maris Mediterranei et Adriatici (1842), och framförallt genom sitt berömda verk Species, genera et ordines algarum (vol. I–III, 1848–1901), som utgör en systematiskt ordnad framställning av algernas stora och genom sin fysiologiska mångformighet intressanta och viktiga avdelning av kryptogamernas vidsträckta rike, men även genom ett verk över alla de kända naturliga växtfamiljerna, Theoria systematis naturalis plantarum (1858), försett med en inledning, som särskilt gavs ut på svenska under titeln Vextsystemets methodologie (1858). I detta särdeles omfattande arbete bestämde han visserligen växtgruppernas begränsning och inbördes släktskap till en stor del efter fröets utbildning och vidfästning, men det innehöll också beskrivningar som förberedde en framtida reform i avseende på växtfamiljernas gruppering och affinitet.
Bland övriga skrifter utmärker sig Agardhs Bidrag till florideernas systematik (1872), Till algernas systematik. Nya bidrag (Lunds universitets årsskrift 1872–1890), Linnés lära om i naturen bestämda och bestående arter hos vexterne, efter Linnés skrifter framställd och med motsvarande Darwins åsikter jemförd (Bihang till Vetenskapsakademiens handlingar 1885), Species sargassorum Australiæ (Vetenskapsakademiens handlingar 1889) och Analecta algologica (1892–1899).
Till kännedomen om växternas morfologi, anatomi och systematik lämnade Agardh värdefulla bidrag genom undersökningar om havsalgers germination, sporidiernas rörelse hos de gröna algerna, laminariernas utvecklingssätt, gräsens blomster, växternas stipler, rotknölarna hos Potamogeton, om Pteris och Lupinsläktet, monokotyledonernas stam, fanerogamernas ägg, cellmembranernas byggnad med mera. Såsom författare till ett populärt arbete, Naturkunnighetens första grunder (första upplagan 1848, sjätte upplagan 1870), sökte han främja naturstudiernas utveckling i våra skolor. Som universitetslärare förde han kraftigt fram den botaniska vetenskapen i Sverige och bildade en krets av lärjungar, som nitiskt arbeta i samma anda.
Agardh deltog även i offentliga uppdrag och var riksdagsledamot i prästeståndet för Lunds universitet vid de två sista ståndsriksdagarna 1862/63 och 1865/66, samt därefter i andra kammaren för Lunds stads valkrets 1867–1872.. Han skrev där tre egna motioner om anslag till universitetet i Lund (1872:82,1872:83) och om rättighet för hypoteksförmedlingar att utge obligationer(1868:148).
Han visade sig städse äga stor insikt i ekonomiska frågor. Agardh var även medlem av myntkonferensen mellan Sverige, Norge och Danmark 1872. Han var ledamot av Vetenskapsakademien (från 1849) och flera andra lärda samfund samt hedersledamot av flera utländska men även av Lantbruksakademien, Vetenskapssocieteten i Uppsala och Fysiografiska sällskapet i Lund, vars sekreterare han var 1858–80. Han erhöll 1886 Letterstedtska priset och 1897 Linnean Societys guldmedalj. Till Lunds botaniska museum skänkte han 1895 sitt herbarium, vars algologiska avdelning vid den tiden betraktades som den mest betydande i världen, samt 1897 sitt botaniska bibliotek. En byst till minne av Agardh är rest i Botaniska trädgården i Lund.
Agardh ligger begravd på Östra kyrkogården i Lund.
Auktorsnamnet J.Agardh kan användas för Jacob Georg Agardh i samband med ett vetenskapligt namn inom botaniken; se Wikipediaartiklar som länkar till auktorsnamnet.

## Galleri

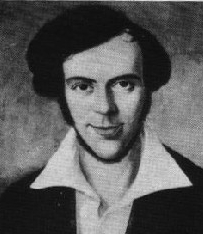
Jacob Georg Agardh som ung.
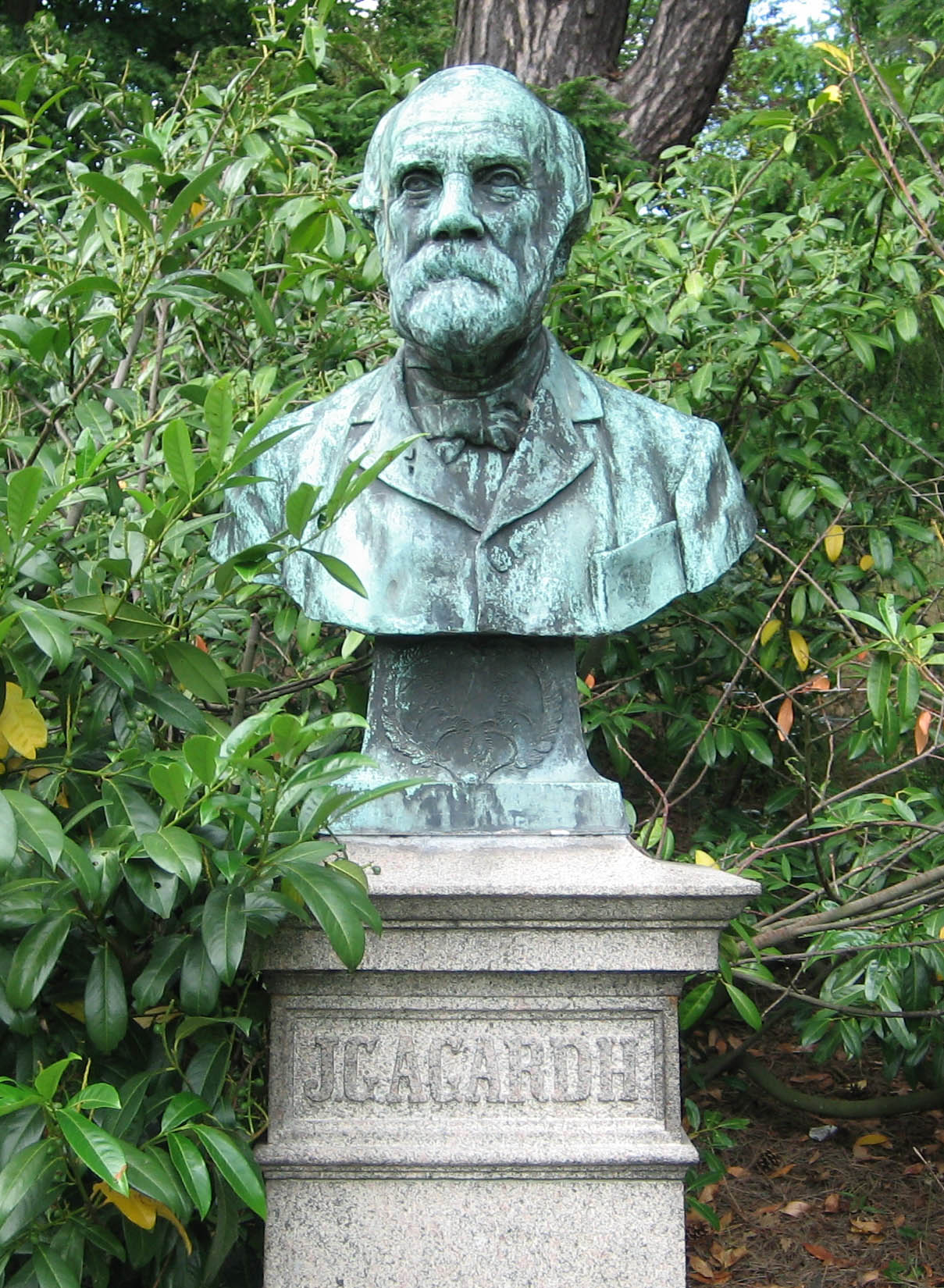
Byst i Botaniska trädgården i Lund föreställande Jacob Georg Agardh.
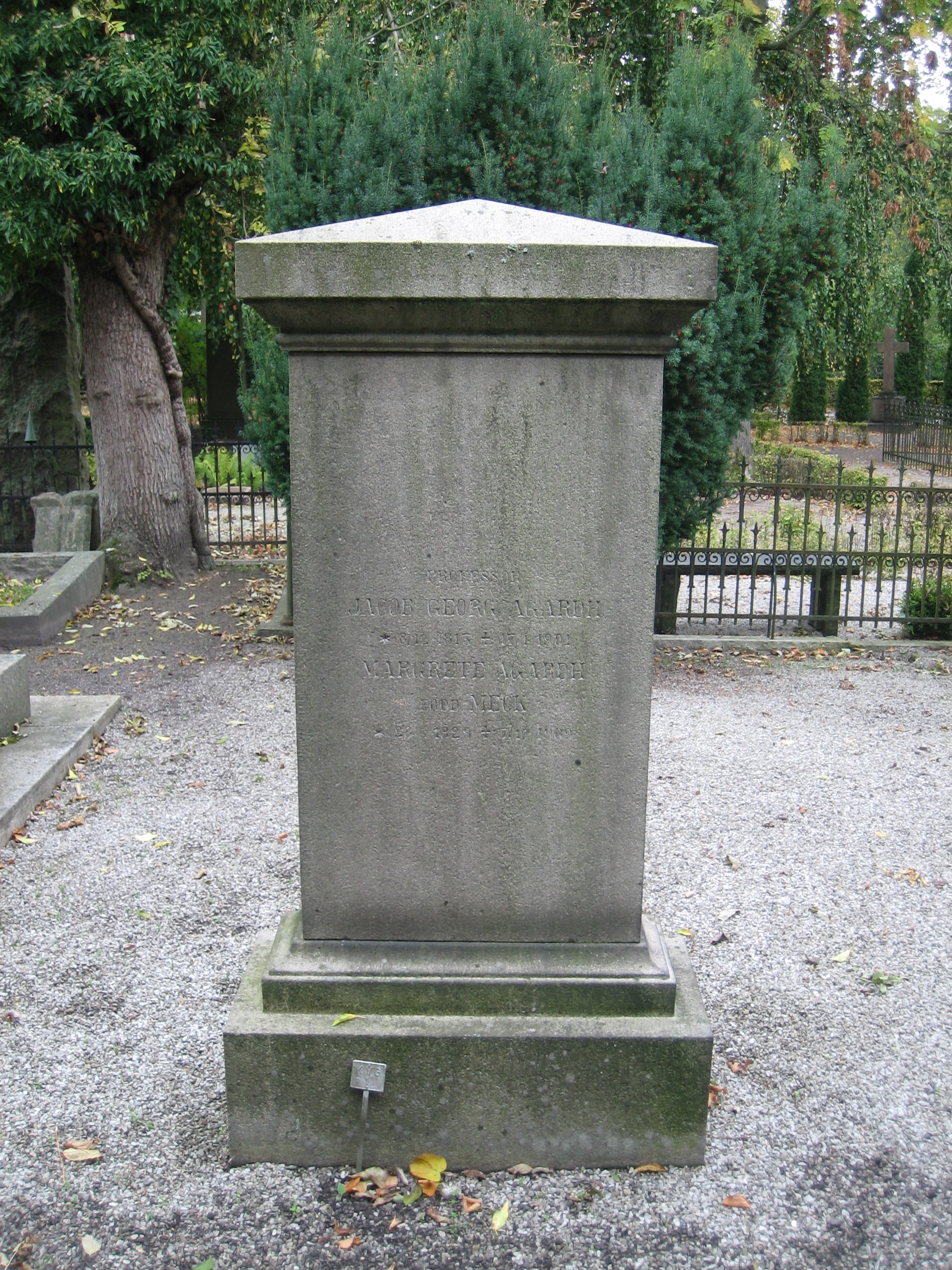
Jacob Georg Agardhs grav på Östra kyrkogården i Lund.

### Allmänna
- Agardh, 3. Jakob Georg i Nordisk familjebok (andra upplagan, 1904)

### Fotnoter
1. 1 2 3  Jacob G Agardh, Svenskt biografiskt lexikon, Svenskt Biografiskt Lexikon-ID: 5591.[källa från Wikidata]
2. 1 2 3 4 5 6  Tvåkammar-riksdagen 1867–1970, vol. 3, 1985, s. 182, Svenskt porträttarkiv: sj9PGLAlnmUAAAAAABgO7g, läst: 4 april 2022.[källa från Wikidata]
3. ↑  Svenskt porträttgalleri : XV. Författare, s. 3, läs online, läst: 6 september 2021.[källa från Wikidata]
4. ↑  Register till Riksdagens protokoll med bihang för tiden från och med år 1867 till och med år 1899. Bd 1, Personregister, 1899, s. 4, läs onlineläs online, läst: 27 april 2022.[källa från Wikidata]
5. ↑  Svenskt porträttgalleri : XV. Författare, s. 2, läs online, läst: 6 september 2021.[källa från Wikidata]
6. ↑  läs online, www.royalsociety.org.nz .[källa från Wikidata]
7. ↑  Lunds stadsförsamlings församlingsbok 1897–1902, s. 945
8. ↑  Personregister till rikets ständers protokoll 1809–1866 (Sveriges riksdag 1935), registret för prästeståndet, sidan 4
9. ↑  Riksdagsdokument C52O82 /   - Motion 1872:82 Andra kammaren , januari 1872   - Af  Herr J.G. Agardh: Angående anslag för inrättande af en profession i geologi vid Lunds universitet.
10. ↑  Riksdagsdokument C52O83 /   - Motion 1872:83 Andra kammaren , januari 1872   - Af Herr J.G. Agardh: Angående bidrag till anskaffande af en meridiancirkel för observatoriet i Lund.
11. ↑  Riksdagsdokument C12O148 /   - Motion 1868:148 Andra kammaren , 19 juli 1868   - Af Herr J. G. Agardh: Om rättighet för hypoteksföreningarne att mot deponerade, i jordbruksfastighet intecknade skuldsedlar utgifva obligationer.
12. ↑  Begravda i Sverige, CD‐ROM, Version 1.00, Sveriges Släktforskarförbund.: Agardh, Jacob Georg

## Vidareläsning
- Eriksson, G. (1970). ”Agardh, Jacob Georg”. Dictionary of Scientific Biography. "1". New York: Charles Scribner's Sons. ss. 70–71. ISBN 0-684-10114-9.
- Theoria Systatis Plantarum; Accredit Familiarum Phanerogarum in Series Naturales Disposito, Secundum Structurae Normas et Evolutionis Gradus Instituta. Lund Apr–Sep 1858